# Uftrungen
Uftrungen là một đô thị ở huyện Mansfeld-Südharz, Saxony-Anhalt, nước Đức. Đô thị Uftrungen có diện tích 29,65 km².